# Emilia Cercenado Mansilla
Emilia Cercenado Mansilla es una científica española especialista en Microbiología y Parasitología en el departamento de Microbiología y Enfermedades Infecciosas del Hospital General Universitario Gregorio Marañón (Madrid).  Es profesora asociada de Microbiología en el Departamento de Medicina de la Universidad Complutense de Madrid.

## Trayectoria académica
Se licenció en Farmacia por la Universidad Complutense de Madrid en 1982. Después, realizó la residencia en la especialidad de Microbiología Clínica y Parasitología en el Hospital Universitario Ramón y Cajal entre 1983 y 1985. En 1986 realizó una estancia en la Universidad de California (Los Ángeles, Estados Unidos) donde adquirió experiencia en el campo de la parasitología clínica. Más tarde realizó otra estancia en el Hospital Deaconess de la Escuela de Medicina de la Universidad de Harvard (Estados Unidos) donde estudió la epidemiología molecular de la resistencia a antimicrobianos.

### Líneas de investigación
Sus líneas de investigación se han desarrollado en el campo de la Microbiología y la Parasitología, incluyendo el estudio clínico de enfermedades causadas por microorganismos así como el estudio de la resistencia antimicrobiana.

### Publicaciones
Durante su trayectoria profesional ha publicado numerosos artículos en revistas tanto nacionales como internacionales y capítulos de libros especializados, así como ponencias en congresos y seminarios de investigación.

## Méritos
Fue miembro del Comité Español del Antibiograma (COESANT) de la Sociedad Española de Enfermedades Infecciosas y Microbiología Clínica (SEIMC).